# Kantyzm
Kantyzm — filozofia niemieckiego filozofa Immanuela Kanta.
Kant poddał dotychczasowe osiągnięcia filozofii przeglądowi oraz krytycznej ocenie. Podejście takie nazywał idealizmem transcendentalnym (krytycznym). Polegało ono na badaniu koniecznych warunków, aby możliwe było poznanie.
Na potrzeby formułowania swojej koncepcji Kant został zmuszony od podstaw wypracować swój język filozoficzny. Za podstawę przyjął brak jakichkolwiek wstępnych założeń z wyjątkiem uznania zasad elementarnej logiki. Badania takie nazywał transcendentalnymi. Poszukując sądów, które byłyby bezwyjątkowo prawdziwe, a zarazem niosły wiedzę o świecie, stworzył teorię bazującą na tak zwanych sądach syntetycznych a priori. Zdaniem Kanta występują one w arytmetyce oraz geometrii, które to dziedziny traktują o dwóch nieredukowalnych składnikach naszych wrażeń: czasie oraz przestrzeni. Istotą jego koncepcji było jednak to, iż uznał, że sądy takie tworzyć muszą metafizykę, o ile ma być ona nauką.
Czas i przestrzeń są formami naoczności, które porządkują wszystkie nasze wrażenia. Obok nich dysponujemy kategoriami, czyli czystymi pojęciami, które pozwalają pojęciowo ujmować doświadczenie. Tym, co możemy poznawać, czyli fenomenami, są zjawiska zapośredniczone przez zmysły i ujęte w czasowe, przestrzenne, przyczynowe oraz substancjalne formy. O tym, co się za nimi kryje – rzeczach samych w sobie, czyli noumenach – nie wiemy nic.
Nasz rozum spekulatywny tworzy idee Boga, duszy i kosmosu. Naturalną ludzką potrzebą jest zgłębianie tych idei, ale prowadzi ono na manowce. Nie sposób przejść od poznania doświadczalnego do zgłębienia wiedzy o nich. One również należą do noumenów. Takie stanowisko nazywa się agnostycyzmem poznawczym.
Obok rozumu spekulatywnego istnieje rozum praktyczny. Jego domeną są prawdy o charakterze regulatywnym, czyli – innymi słowy – normatywnym. Mają one charakter aprioryczny, są więc równie niepodważalne, jak sądy matematyki, lecz dotyczą sfer moralności. Najogólniejsza spośród tych zasad – imperatyw kategoryczny – mówi, że należy postępować zawsze wedle takich reguł, co do których chcielibyśmy, aby były one stosowane przez każdego i zawsze.
Rozum praktyczny tworzy postulaty. Należą do nich tezy o istnieniu wolnej woli, nieśmiertelnej duszy oraz Boga. Wolna wola jest konieczna, żeby zasady moralne miały sens. Nieśmiertelna dusza, aby możliwe było nieskończone dążenie do doskonałości moralnej. Bóg, by doskonałość moralna i szczęście mogły współistnieć. Doskonałość moralna i jej jedność ze szczęściem nie przejawiają się w świecie naszych doświadczeń. Są one właściwe wspomnianym bytom wyższym. Rozum praktyczny radzi sobie z problemami, które nie leżą w mocy idei rozumu spekulatywnego, za pomocą postulatów.

## Teoria sądów
Kant wyszedł od podziału sądów na:
- sądy analityczne, czyli takie, które w orzeczeniu wypowiadają jedynie to, co jest zawarte w podmiocie – mają charakter definicji i służą objaśnieniu posiadanej już wiedzy;
- sądy syntetyczne, czyli takie, których orzeczenie wykracza poza podmiot – które rozszerzają naszą wiedzę;

oraz:
- sądy a priori, czyli takie, które są niezależne od doświadczenia – mają swe źródło w umyśle;
- sądy a posteriori, czyli takie, które można wywieść z doświadczenia.

Te dwa podziały krzyżują się ze sobą.
Wszystkie sądy o charakterze metafizycznym są aprioryczne. Są wśród nich analityczne (te jedynie należą do metafizyki, lecz nie są metafizyczne we właściwym sensie) oraz syntetyczne (zarówno należące do metafizyki, jak i metafizyczne we właściwym sensie). Pierwsze są środkami do uzyskiwania drugich. Istnienie syntetycznych sądów a posteriori oraz sądów analitycznych a priori nie budzi wątpliwości. Pierwsze wywodzą się z doświadczenia, drugie zaś opierają się na umowach ułatwiających porozumiewanie się. Sądy analityczne są pewne i powszechne, ale nie poszerzają ludzkiej wiedzy. Nie sposób wyobrazić sobie sądów analitycznych a posteriori. Sądy empiryczne, czyli syntetyczne a posteriori, powiększają wiedzę, lecz nie są pewne ani powszechne. Kant – podobnie jak poprzednicy – szukał wiedzy, która byłaby powszechna i pewna. Znalazł ją w sądach syntetycznych a priori.
| sądy        | a priori                                                                                              | a posteriori                                                                                                 |
| ----------- | --- | --- |
| analityczne | oparte na zasadzie niesprzeczności oraz definicjach                                                   | |
| syntetyczne | sądy metafizyki we właściwym sensie; dostarczają wiedzy powszechnej i pewnej; są nimi sądy matematyki | konstytuują poznanie doświadczalne; poszerzają naszą wiedzę; występują m.in. w przyrodoznawstwie empirycznym |

## Filozofia transcendentalna

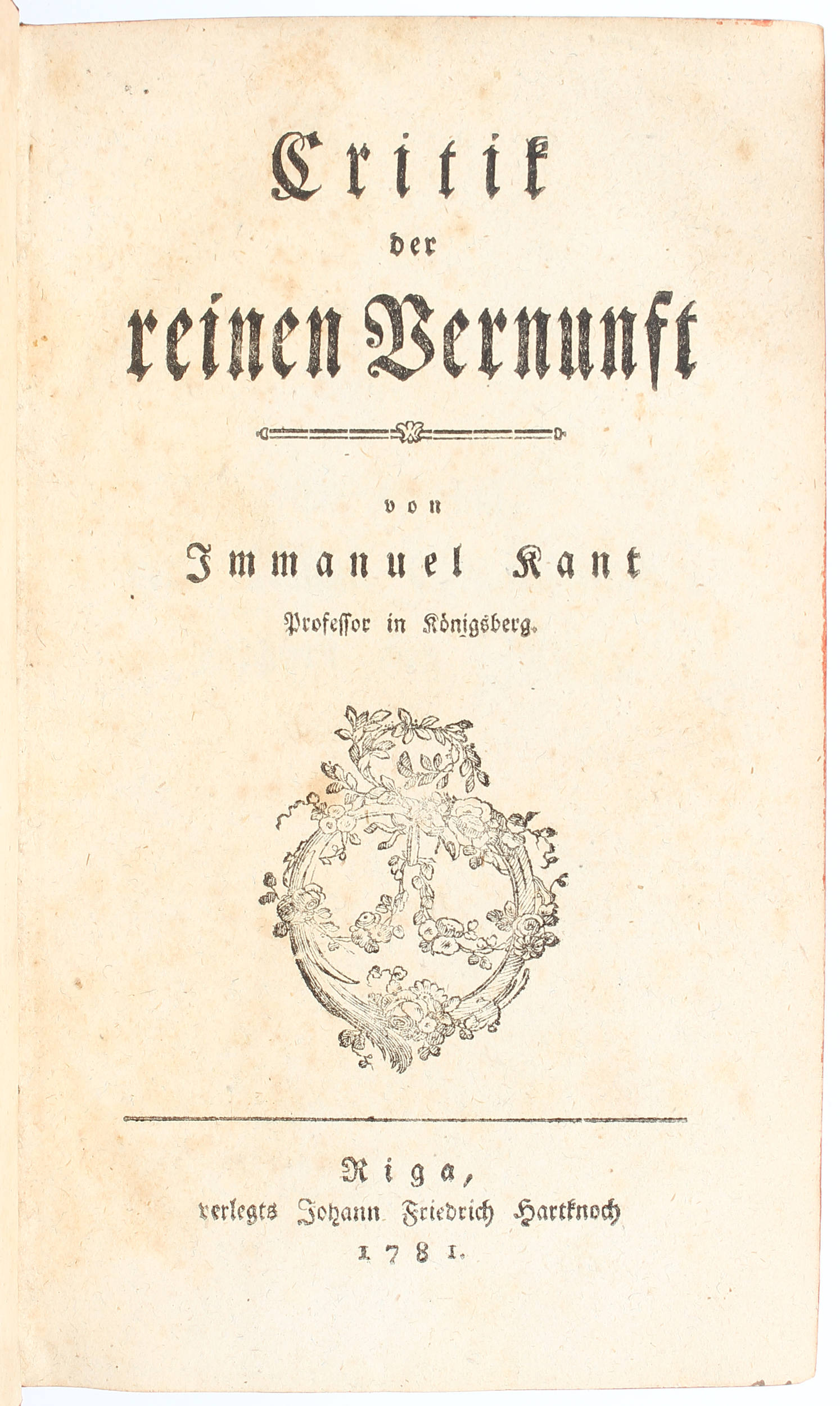
Strona tytułowa Krytyki czystego rozumu z 1781 roku

Empiryści przypisywali pierwszeństwo doświadczeniu wobec rozumowania, racjonaliści zaś odwrotnie – intelekt stawiali nad doświadczeniem. Zgodnie nie rozpatrywali w ogóle możliwości istnienia sądów syntetycznych a priori. Kant odrzucił obydwa stanowiska.
Empirycy mylili się, twierdząc, jakoby eksperymentator był biernym obserwatorem. W istocie tworzy on teorię na bazie arbitralnie przyjętych podstawowych sądów syntetycznych a priori, a dopiero ta teoria umożliwia mu wykonywanie eksperymentów i wyciąganie z nich wniosków. To ona decyduje, co uznajemy za fakt eksperymentalny, a co odrzucamy jako zakłócenie eksperymentu. Stosowanie czystego empiryzmu, czyli obserwacji pozbawionej teoretycznych założeń, może dać w efekcie co najwyżej zbiory danych, z których zupełnie nic nie będzie wynikało.
Racjonalistom nie udało się natomiast znaleźć żadnego pewnego sądu syntetycznego a priori, któremu nie można by było zaprzeczyć, a ich systemy zawierały wewnętrzne sprzeczności. Słynne kartezjańskie myślę, więc jestem to w istocie sąd syntetyczny a priori, bo wymaga przyjęcia założeń co do tego, czym jest myśl i co to znaczy być. Gdyby jednak nawet przyjąć jakieś założenia odnośnie do tych dwóch pojęć, na każdym etapie rozumowania trzeba by dodawać kolejne ukryte założenia, aby móc kontynuować tok myślowy, którym podążał Kartezjusz. Co więcej, jeżeli zmienimy założenia wyjściowe, będziemy mogli poprowadzić te rozważania w dowolnym innym kierunku. Są one zatem w swej istocie bezwartościowe.
Mimo to przyjmujemy jakieś założenia, a więc sądy syntetyczne a priori, i opieramy na nich naszą wiedzę. Sądów tych nie sposób dowieść empirycznie – możemy je uznawać jedynie na drodze rozumowej, a jedynym rodzajem prawdziwości, jaką rozum jest im w stanie przypisać, jest tak zwana prawda konieczna. W tym miejscu pojawiają się dwa podstawowe pytania: Czy metafizyka jest w ogóle możliwa? oraz: W jaki sposób możliwe jest poznanie płynące z czystego rozumu?
W Krytyce czystego rozumu Kant odpowiadał na pierwsze spośród nich w sposób syntetyczny – badając czysty rozum u jego źródeł. Czytelnikowi trudno jest śledzić te wywody, bo musi wmyślać się w system, który nie zakłada niczego prócz samego rozumu. W Prolegomenach filozof z Królewca przyjął łatwiejsze w percepcji podejście analityczne. Ponieważ wiemy, że istnieją czysta matematyka oraz czyste przyrodoznawstwo, i obie te nauki zawierają twierdzenia bezwzględnie pewne, a zarazem niezależne od doświadczenia, to nie ulega wątpliwości, iż możliwe jest poznanie syntetyczne a priori. Dla Kanta takim rodzajem poznania była również metafizyka.
Drugie spośród wymienionych tu pytań wyrażone w postaci ścisłej brzmi: W jaki sposób możliwe są zdania syntetyczne a priori? Kant rozbija je na pytania o możliwości: czystej matematyki, czystego przyrodoznawstwa, metafizyki w ogóle oraz metafizyki jako nauki. W ten sposób pojawia się koncepcja zwana idealizmem transcendentalnym. Tworzący ją zabieg polegał na myślowym wykroczeniu poza sferę przedstawień, aby odkryć to, co je konstytuuje. Omówienie tego procesu myślowego zawierają cztery kolejne części niniejszego artykułu, traktujące o czasie i przestrzeni, kategoriach, podmiocie i przedmiocie oraz ideach regulatywnych.

## Czas i przestrzeń
Początkowo Kant uznawał, podobnie jak Gottfried Leibniz, że czas i przestrzeń są relacyjne, tzn. mają sens jedynie w odniesieniu do różnych ciał, podobnie jak ruch. Później zaczął popierać Newtona i Clarke’a, uznając absolutny czas i przestrzeń. Powoływał się przy tym na szwajcarskiego matematyka i fizyka Leonharda Eulera – absolutna przestrzeń i czas miały być warunkiem powszechności i wieczności praw fizyki.
Kant zauważył, że matematyka to logiczna analiza stosunków czasowych (arytmetyka) lub przestrzennych (geometria). Odpowiedź na pytanie o sądy syntetyczne a priori tkwiła zatem w odpowiedzi na pytanie o to, dlaczego stosunki czasowe oraz przestrzenne wydają się nam takie pewne – dużo pewniejsze od danych empirycznych. Kant uznał, że jeżeli wykroczymy myślowo poza sferę przedstawień, pozostaną nam dwa czynniki, których nie uda się nam wyeliminować: przestrzeń i czas. Na tej podstawie stwierdził on, że czas i przestrzeń nie należą do świata materialnego, lecz są formami poznania – sposobami, w jaki ludzki umysł grupuje i układa docierające do niego wrażenia.
Te formy poznania uznał on za wyobrażenia a priori – wbudowane w nasz aparat poznawczy. Przestrzeń i czas nie są wyobrażeniami empirycznymi. Nie sposób usunąć ich z myśli i wyobrazić sobie, że ich nie ma, choć można sobie przedstawić przestrzeń i czas bez przedmiotów. Skoro czas i przestrzeń są formami naszego poznania, to żadne zjawisko nie może być nam dane poza nimi. Jakie są rzeczy w sobie, tego nie wiemy i nie dowiemy się. Nasze zmysły odbierają wrażenia, ale i te nie są nam bezpośrednio dane, lecz ujęte w czasoprzestrzenną formę. Czas i przestrzeń to aprioryczne formy zmysłowości.
Ta paradoksalna myśl, że intuicje czasu i przestrzeni są niejako wbudowane w nasz aparat poznawczy, mimo iż później często atakowana, przyczyniła się do rozwoju matematyki i fizyki. Rozwój geometrii nieeuklidesowej, nowych rodzajów algebry, logiki matematycznej i wbudowywanie tych dokonań matematyki w teorie fizyczne – zwłaszcza w ogólną teorię względności oraz teorię kwantów – były często inspirowane ideą poszukiwania nowych form poznania w sensie kantowskim.

## Kategorie

Schemat ilustrujący powstawanie fenomenów – konstruktów wywodzących się z wrażeń zmysłowych, które zostają ujęte w czasoprzestrzenne, a następnie pojęciowe formy. Rzeczy same w sobie, czyli noumeny, do których należy między innymi idea Boga, są ze swej zasady niepoznawalne. Obszar wewnątrz okręgu reprezentuje umysł; na zewnątrz – transcendencję.

Zgodnie z koncepcją Kanta myślenie to – po pierwsze – zdolność tworzenia pojęć oraz – po drugie – zdolność wyciągania wniosków. Władzę poznawczą odpowiedzialną za pierwsze nazwał rozsądkiem lub intelektem („Verstand”), a za drugie – rozumem („Vernunft”). Według niego nie tylko zmysłowość, ale też rozsądek ma swe pierwotne, czyste pojęcia. Aby przyobleczone w czasoprzestrzenną formę wrażenia stały się dostępne dla naszego umysłu, muszą zostać pojęciowo zorganizowane. Zmysły dostarczają nam różnorodnych wyobrażeń – rozsądek je zespala.
Rozsądek to zdolność łączenia (syntezy) a priori. Służą mu do tego specyficzne narzędzia – czyste pojęcia rozsądku, czyli kategorie. Kant wyszczególnił stosunkowo skomplikowaną ich typologię. Dzielą się one u niego na cztery główne grupy:
- ilości
- jakości
- stosunku
- modalności

Istotne role pełnią należące do grupy kategorii stosunku schematy przyczyny oraz substancji. To dzięki nim możliwe jest scalanie oderwanych od siebie wyobrażeń w kompleksy zwane fenomenami. W sumie wszystkich kategorii było według Kanta dwanaście – po trzy w każdej grupie – i odpowiadało im dwanaście rodzajów sądów.

## Podmiot a przedmiot
Wcześniejsza filozofia zakładała przeciwieństwo zachodzące pomiędzy podmiotem a przedmiotem. U Kanta podmiot poznania stał się warunkiem przedmiotu poznania. Tym, co poznajemy, są fenomeny – konstrukty wywodzące się z wrażeń zmysłowych, które zostają ujęte w czasoprzestrzenne, a następnie pojęciowe formy. Od rzeczy w sobie (noumenów), czymkolwiek by one były, oddzielają nas trzy sfery: zmysłów, apriorycznych form zmysłowości oraz apriorycznych form rozsądku.
Dotychczas starano się dochodzić istoty rzeczy. Kant przeniósł punkt ciężkości dociekań filozoficznych na badanie warunków poznania rzeczy. Idealizm krytyczny różni się od zwykłego tym właśnie, że zwraca się ku analizie mechanizmów poznawczych. Poprzednicy Kanta uważali, że doświadczenie umożliwia pojęcia – on to odwrócił, stwierdzając, iż to pojęcia umożliwiają doświadczenie. Zabieg ten nazywany jest przewrotem kopernikańskim w filozofii. Określenie to jest jednak późniejsze i nie pochodzi od Kanta.

## Idee regulatywne
Na tych podstawach Kant uznał, że o bycie jako całości nie da się powiedzieć niczego pewnego. Każdemu sądowi syntetycznemu a priori można zawsze przeciwstawić sąd przeciwny – każdej tezie odpowiada antyteza, którą pozornie można odpowiednio uzasadnić na równi z jej przeciwieństwem. Możemy chociażby zestawić tezę Bóg istnieje i antytezę Bóg nie istnieje, obie możliwe, choć problem jest nierozstrzygalny.
Umiejętnie odpierał Kant dotychczas zaproponowane dowody na istnienie Boga.
- Dowód ontologiczny głosił, że fakt istnienia Boga wynika z istnienia pojęcia Boga (por. św. Anzelm). Kant odmawia możliwości orzekania istnienia rzeczy na podstawie posiadania jej idei.
- Dowód kosmologiczny – występujący w rozmaitych wariantach i odnoszący się do schematu przyczynowości – wnosił o istnieniu Boga z faktu istnienia świata (por. św. Tomasz). Jego zasadniczą trudnością jest stosowanie kategorii dotyczących świata fenomenalnego do rzeczy samej w sobie.

Nie sposób dowieść istnienia Boga, ale i nie sposób wykazać, że On nie istnieje.
Nie da się ani potwierdzić, ani zanegować żadnych sądów dotyczących Boga, wszechświata i duszy. Niemniej jednak Kant nie odrzucił tych idei. Przyjął, że mają one charakter regulatywny. Tak jak kategorie są wytworami rozsądku, tak idee Boga, duszy itd. są produktami rozumu. Te pierwsze tworzą (konstytuują) nasze doświadczenie, te drugie zaś organizują je w ostateczną całość – nadają mu sens. Trzy wspomniane tu idee stanowią podstawę metafizyki. Mamy naturalną potrzebę ich tworzenia oraz dociekania ich istoty, ale badania te są skazane na niepowodzenie. Taką postawę filozoficzną nazywa się agnostycyzmem. (Kant, krytykując dotychczasowe dowody istnienia Boga i uznając całkowitą niedowodliwość Jego istnienia, sam napisał rozprawę, mającą na celu znalezienie nowego, zgodnego z dialektyką transcendentalną dowodu istnienia Boga).

## Etyka – imperatyw kategoryczny i imperatyw obowiązku

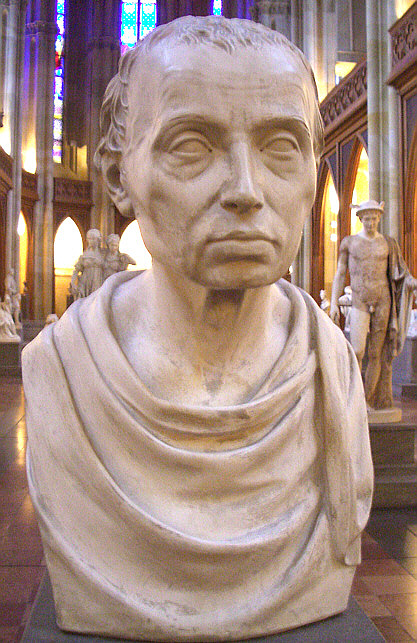
Popiersie Immanuela Kanta dłuta Friedricha Hagemanna (1773–1806) – Friedrichswerdersche Kirche w Berlinie

Dotychczasowa filozofia stawiała sobie za cel dowiedzenie istnienia Boga oraz nieśmiertelnej duszy, aby na tych podstawach ufundować powszechnie obowiązujące zasady etyczne. Żaden jednak dowód na istnienie bytu transcendentnego nie był odporny na krytykę. Nie sposób wykazać, że idee te faktycznie istnieją, ale można założyć, iż tak jest, i budować system etyczny na tych postulatach. Kant, zamiast dowodzić istnienia duszy czy Boga, zadowolił się postulowaniem faktów ich istnienia.

### Imperatyw kategoryczny
Rozum czysty (teoretyczny) nie jest w stanie uporać się z problemami metafizycznymi. Może się nimi zająć natomiast kolejna instancja poznawcza – rozum praktyczny. Rozum teoretyczny wytwarza idee – rozum praktyczny operuje na postulatach.

Największe znaczenie ma tak zwany imperatyw kategoryczny, czyli bezwzględny nakaz. Głosi on:

Postępuj wedle takich tylko zasad, co do których możesz jednocześnie chcieć, żeby stały się prawem powszechnym.

Jest to jedyna zasada moralna, jaką Kant przyjmuje. Ma ona charakter formalny: nie mówi, co robić i jak – podaje tylko ogólną regułę.
Aby mogła istnieć moralność z jej nakazami i zakazami, człowiek musi być wolny, gdyby bowiem był zdeterminowany, nauki moralne byłyby zbędne. Nie da się udowodnić, że wolność istnieje, ale można jej istnienie założyć, czyli właśnie postulować. Kolejnymi postulatami rozumu praktycznego są: nieśmiertelność duszy oraz istnienie Boga. Dzięki nim możliwe staje się dążenie do moralnej doskonałości oraz związane z tym poczucie szczęścia.
Zdaniem Kanta wszelkie normy moralne można wywieść z imperatywu kategorycznego. Taki pogląd stał się obiektem krytyki, ponieważ imperatyw kategoryczny zdawał się nie rozstrzygać, co należy robić w sytuacji konfliktu interesów.

### Imperatyw obowiązku
Chcąc wskazać wyjście z podobnych dylematów, Kant uwzględnił jeszcze jedną formę umysłu praktycznego, nazwaną przezeń zmysłem obowiązku. Jest ona narzucana ludziom w procesie wychowania i wynika z miejsca, jakie przyszło nam zajmować w społeczeństwie. Regułę tę wyraża imperatyw obowiązku:

Postępuj tak, jakby zasada twojego postępowania miała się stać siłą twej woli ogólnym prawem.

Według późnego Kanta moralne jest to, co jest czynione z obowiązku. To zaś, co się robi z własnej ochoty, jest albo obojętne moralnie – jeżeli nie stoi w sprzeczności z naszymi obowiązkami – albo naganne – jeśli stoi.